# Phyllomacromia funicularioides
Phyllomacromia funicularioides – gatunek ważki z rodziny Macromiidae.